# 1058 Grubba
1058 Grubba är en asteroid i huvudbältet som upptäcktes den 22 juni 1925 av den ryske astronomen Grigorij Sjajn. Dess preliminära beteckning var 1925 MA. Den namngavs senare efter Howard Grubb, som tillverkat ett av teleskopen vid Simeis-observatoriet.
Den tillhör asteroidgruppen Flora.
Grubbas senaste periheliepassage skedde den 15 februari 2020.[Uppdatering behövs] Beräkningar tyder på att asteroiden har en rotationstid på ungefär 18 timmar .